# La Gloria, Mazatán
La Gloria är en ort i Mexiko.   Den ligger i kommunen Mazatán och delstaten Chiapas, i den sydöstra delen av landet, 900 km sydost om huvudstaden Mexico City. La Gloria ligger 16 meter över havet och antalet invånare är 204.
Terrängen runt La Gloria är mycket platt. Runt La Gloria är det ganska glesbefolkat, med 34 invånare per kvadratkilometer. Närmaste större samhälle är Mazatán, 2,4 km öster om La Gloria. Trakten runt La Gloria består till största delen av jordbruksmark.